# (500595) 2012 UN110
(500595) 2012 UN110 es un asteroide perteneciente al cinturón de asteroides descubierto el 16 de abril de 2008 por el equipo del Mount Lemmon Survey desde el Observatorio del Monte Lemmon, Arizona, Estados Unidos.

## Designación y nombre
Designado provisionalmente como 2012 UN110.

## Características orbitales
2012 UN110 está situado a una distancia media del Sol de 3,190 ua, pudiendo alejarse hasta 3,490 ua y acercarse hasta 2,889 ua. Su excentricidad es 0,094 y la inclinación orbital 25,18 grados. Emplea 2081,09 días en completar una órbita alrededor del Sol.

## Características físicas
La magnitud absoluta de 2012 UN110 es 15,5. 